# Bernard Bresslaw
Bernard Bresslaw, född 25 februari 1934 i Stepney, Tower Hamlets, död 11 juni 1993 i Enfield, London var en brittisk komiker och skådespelare.
Bresslaw är mest känd för sina roller i Carry On-filmerna.

## Rollista i urval
- 1959 – Oss bovar emellan
- 1965 – Carry on Cowboy
- 1966 – Morgan - hur galen som helst
- 1967 – Doctor Who (TV-serie)
- 1968 – Nu tar vi vicekungen i Khyberdalen
- 1974 – Vampira - en tjej på bettet
- 1974 – Sykes (TV-serie)
- 1975 – Nu tar vi romarna
- 1977 – Stackars Dennis
- 1983 – Krull
- 1989 – Asterix – bautastenssmällen (röst)